# Zalihosna topologija
Zalihosna topologija ima za cilj ukloniti vrijeme nedostupnosti (downtime) računalne mreže koje je prouzročila jedna točka kvara(jedinstvena točka prekida). Sve mreže moraju biti zalihosne radi poboljšanja pouzdanosti. Pouzdanost mreže se postiže pouzdanom opremom i dizajniranjem na taj način da može otrpiti pogreške i padove sustava. Mreže stoga treba tako dizajnirati da bi se mreža mogla brzo oporaviti i preustrojiti, tako da se točku kvara zaobiđe.